# Municipio de Saline (condado de Ralls)
El municipio de Saline (en inglés: Saline Township) es un municipio ubicado en el condado de Ralls en el estado estadounidense de Misuri. En el año 2010 tenía una población de 781 habitantes y una densidad poblacional de 3,73 personas por km².

## Geografía
El municipio de Saline se encuentra ubicado en las coordenadas 39°36′51″N 91°38′57″O / 39.61417, -91.64917. Según la Oficina del Censo de los Estados Unidos, el municipio tiene una superficie total de 209.38 km², de la cual 197,77 km² corresponden a tierra firme y (5,55 %) 11,61 km² es agua.

## Demografía
Según el censo de 2010, había 781 personas residiendo en el municipio de Saline. La densidad de población era de 3,73 hab./km². De los 781 habitantes, el municipio de Saline estaba compuesto por el 99,23 % blancos, el 0,38 % eran de otras razas y el 0,38 % eran de una mezcla de razas. Del total de la población el 0,51 % eran hispanos o latinos de cualquier raza.